# Episodi di Neo Yokio
La prima stagione della serie televisiva Neo Yokio, composta da 6 episodi, è stata interamente pubblicata dal servizio di video on demand Netflix il 22 settembre 2017, nei paesi in cui è disponibile.
| n° | Titolo originale                                                     | Titolo italiano                                                           | Pubblicazione USA | Pubblicazione Italia |
| -- | -------------------------------------------------------------------- | ------------------------------------------------------------------------- | ----------------- | -------------------- |
| 1  | The Sea Beneath 14th St.                                             | Il mare sotto la 14a strada                                               | 22 settembre 2017 | 22 settembre 2017    |
| 2  | A Pop Star of Infinite Elegance                                      | Una popstar di infinita eleganza                                          | 22 settembre 2017 | 22 settembre 2017    |
| 3  | O, the Helenists...                                                  | Oh, le Heleniste...                                                       | 22 settembre 2017 | 22 settembre 2017    |
| 4  | Hamptons Water Magic                                                 | Magie d'acqua negli Hamptons                                              | 22 settembre 2017 | 22 settembre 2017    |
| 5  | The Russians? Exactly, the Soviets.                                  | I russi? Esatto, i sovietici                                              | 22 settembre 2017 | 22 settembre 2017    |
| 6  | I'm Starting to Think Neo Yokio's Not the Greatest City in the World | Sto iniziando a pensare che Neo Yokio non sia la migliore città del mondo | 22 settembre 2017 | 22 settembre 2017    |

## Il mare sotto la 14a strada
- Titolo originale: The Sea Beneath 14th St.
- Diretto da: Kazuhiro Furuhashi
- Scritto da: Ezra Koenig e Nick Weidenfeld

### Trama
Dopo aver pensato alla sua ex, fatto un esorcismo e giocato a hockey su prato, a Kaz Kaan rimane poco tempo per preoccuparsi del suo posto nell'alta società di Neo Yokio.

## Una popstar di infinita eleganza
- Titolo originale: A Pop Star of Infinite Elegance
- Diretto da: Kazuhiro Furuhashi
- Scritto da: Ezra Koenig e Nick Weidenfeld

### Trama
Il Ballo bianco e nero si avvicina e Kaz si ritrova in un mucchio di guai, tra cui una ragazza disinteressata, un complotto e lo smoking del colore sbagliato.

## Oh, le Heleniste...
- Titolo originale: O, the Helenists...
- Diretto da: Kazuhiro Furuhashi
- Scritto da: Ezra Koenig

### Trama
Nella sua vecchia scuola Kaz dà una lezione di eleganza a tre insolenti studentesse. Gottlieb e Lexy chiedono a Kaz di fare da testimonial per il loro nuovo cocktail.

## Magie d'acqua negli Hamptons
- Titolo originale: Hamptons Water Magic
- Diretto da: Junji Nishimura
- Scritto da: Ezra Koenig

### Trama
Una triste notizia obbliga Kaz ad andare negli Hamptons per sistemare delle questioni di famiglia. Lì scopre un lato di Charles di cui ignorava l'esistenza.

## I russi? Esatto, i sovietici
- Titolo originale: The Russians? Exactly, the Soviets.
- Diretto da: Kazuhiro Furuhashi
- Scritto da: Alexander Benaim e Ezra Koenig

### Trama
Kaz scopre che è sorprendentemente difficile tenere fuori dai guai la pilota di Grand Prix dell'Unione Sovietica. Intanto Arcangelo fa un'offerta di pace.

## Sto iniziando a pensare che Neo Yokio non sia la migliore città del mondo
- Titolo originale: I'm Starting to Think Neo Yokio's Not the Greatest City in the World
- Diretto da: Kazuhiro Furuhashi
- Scritto da: Ezra Koenig

### Trama
Kaz e i suoi amici si impegnano ad aiutare Helena a sfuggire dalle grinfie del Rimembratore, ma il Grand Prix complica la loro fuga.